# HMS Newcastle (1936)
HMS Newcastle (Корабль Его Величества «Ньюкасл») — британский лёгкий крейсер, первой серии крейсеров типа «Таун». Заказан 1 июня 1934 года вместе с однотипным крейсером Southampton на верфи Vickers Armstrong в Ньюкасле и заложен 4 октября того же года. Первоначально крейсер носил имя «Minotaur», которое после закладки было изменено. Таким образом, крейсер, спущенный на воду 23 января 1936 года, стал седьмым кораблем в Британском флоте, который стал носить это имя. 5 марта 1937 года строительство было завершено и корабль ввели в строй Флота метрополии.
Девиз корабля звучал: «Fortutudine Vinco» — По силе я победитель!

## Вторая мировая война

### В составе Флота метрополии
Начало войны застало крейсер на ремонте на верфи Девонпорт, который закончили 7 сентября 1939 года, после чего корабль отправился в Скапа-Флоу на Оркнейских островах, где начал службу в составе Флота метрополии 12 сентября. 15 сентября его определили в 18-ю эскадру крейсеров.
25 сентября крейсер совместно с флотом: линкор Nelson, линейные крейсера Hood и Renown, авианосец Ark Royal, крейсера Edinburgh и Norfolk выходили на прикрытие повреждённой подводной лодки Spearfish на её переходе от Хорнс-Риф до Росайта.
1 октября вместе с флотом перешёл в Лох-Ю, после того, как в Скапа-Флоу немецкой подводной лодкой U-47 был потоплен линкор Royal Oak.
8 октября совместно с линкорами Nelson и Rodney, а также эсминцами, крейсер выходил в Северное море на поиски немецких линкора Gneisenau и крейсера Köln. С 12 октября совместно с крейсером Glasgow прикрывал конвой KJ3 (Кингстон — Европа) в составе 19 танкеров, направлявшийся из Вест-Индии, к которому присоединился 21 октября и оставался с ним до 25 октября, когда покинул его у Лендс-Энда.
12 ноября при патрулировании в Датском проливе перехватил немецкое торговое судно Parana (6038 брт), которое было подожжено и затоплено своим экипажем в точке 65°48′ с. ш. 25°19′ з. д.. Шлюпку со спасшимися моряками, направлявшуюся в Исландию, крейсер захватил в плен.
17 ноября крейсер снова вернулся к патрулированию в Северных проливах. 23 ноября он заметил на расстоянии 6,5 миль немецкие линкоры Scharnhorst и Gneisenau, которые незадолго до этого потопили британский вспомогательный крейсер Rawalpindi, но контакт почти тут же был потерян. 28 ноября крейсер вернулся в Скапа-Флоу. В течение декабря он дважды выходил на патрулирования в Северное море.
В январе 1940 года крейсер вышел на патрулирование в Северную Атлантику, обнаружив 9 января в Датском проливе обломки немецкого судна Bahia Blanca.
14 января вышел в Северное море вместе с крейсером Manchester, эсминцами Maori, Inglefield, Icarus, Tartar, Khartoum, Kandahar, Kashmir, Kimberley и Kelvin на поиски немецкого блокадопрорывателя Trautenfels.
23 января крейсер был поставлен на плановый ремонт на верфи реки Тайн, который продлился до 29 мая.
3 июня крейсер вернулся в состав Флота метрополии, а уже 5 июня вместе с крейсером Sussex и 5 эсминцами вышел в качестве эскорта линейных крейсеров Renown и Repulse на безуспешные поиски немецких линкоров Scharnhorst и Gneisenau на линию Исландия — Фарерские острова. 10 июня эскортировал эвакуационный конвой из Харстада, который благополучно прибыл 11 июня в Скапа-Флоу.

### Противодесантная служба
7 июля 1940 года крейсер был переведён в Плимут для противодействия возможному немецкому вторжению. с 19 по 21 июля крейсер доковался в Девонпорте. В августе крейсер был переведён к Юго-западным подходам для выполнения тех же функций, а 27 сентября снова встал в док в Девонпорте до 1 октября.
11 октября крейсер вышел вместе с линкором Revenge, эскортируемый эсминцами Javelin, Jupiter, Kelvin, Kipling, Jackal, Jaguar и Kashmir для обстрела Шербура (Операция Medium). В ходе обстрела гавани, линкор Revenge выпустил сто пятьдесят 381-мм снарядов. Крейсер Emerald под эскортом британских эсминцев Wanderer и Broke, а также польских эсминцев Burza и Garland выполнял освещение цели. 5 артиллерийских катеров также выходили в море для прикрытия кораблей, участвующих в операции, от возможных атак немецких торпедных катеров.
17 октября в ходе патруля между Силли и Уэссаном вместе с крейсером Emerald и 5 эсминцами, «Ньюкасл» у Лендс-Энд на расстоянии 18 000 ярдов обнаружил 4 немецких эсминца. Но перехватить противника не удалось из-за его большой скорости. В то же время «Ньюкасл» получил повреждения корпуса от ударной волны носового возвышенного орудия. В связи с этим, с 23 по 27 октября он проводил ремонт в Девонпорте.
В начале ноября крейсер был назначен на перевод в Александрию, в состав Средиземноморского флота. Тем не менее 1 ноября он вместе с крейсером Nigeria и эсминцами Jersey, Jackal, Jaguar, Jupiter и Kashmir вышел из Плимута на перехват немецких эсминцев, которые по данным разведки направлялись из Бреста в Канал. 2 ноября британские корабли после безуспешной операции вернулись в базу, в то время как немецкие эсминцы также были вынуждены вернуться в Брест.

### Командировка на Средиземное море
С 6 по 8 ноября крейсер снова доковался в Девонпорте, а 9 ноября приняв 200 человек из персонала RAF и припасы, направился из Плимута в Гибралтар, куда и прибыл 16 ноября.
После дозаправки он вышел 17 ноября на Мальту, достигнув острова без происшествий 19 ноября. Крейсер оставался на острове до 26 ноября, проведя в период 24-26 ноября ремонт котлов, после чего направился в Гибралтар вместе с Соединением D из состава Средиземноморского флота: линкор Ramillies, крейсера: Berwick, Coventry под прикрытием эсминцев Defender, Diamond, Gallant, Greyhound и Hereward в ходе операции Collar. После того, как Соединение D встретилось с Соединением B, крейсер «Ньюкасл» 27 ноября принял участие в бою у мыса Спартивенто, а 28 ноября был передан в состав Соединения H: линейный крейсер Renown, линкор Ramillies, крейсера Sheffield, Despatch и эсминцы, вместе с которым 29 ноября благополучно прибыл в Гибралтар.

## В Южной Атлантике
1 декабря крейсер был переведён в качестве флагманского корабля Южно-Атлантического командования с целью перехвата вражеских блокадопрорывателей и коммерческих рейдеров.
7 декабря «Ньюкасл» вместе с крейсерами Cumberland и Enterprise вышел на поиски немецкого вспомогательного крейсера Thor после того, как британский вспомогательный крейсер Carnarvon Castle был повреждён в бою с вражеским судном у Рио-де-Жанейро. 18 декабря корабли продолжили поиски тяжёлого крейсера Admiral Scheer в районе между Рио-де-Жанейро и эстуарием Ла-Платы.
В период с января по апрель 1941 года крейсер оставался в Южной Атлантике, выполняя рутинную службу. В этот период, в марте, на нём установили радар Type 286M.
15 апреля крейсер встретил войсковой конвой WS7, шедший от Фритауна к мысу Доброй Надежды который сопровождал линкор Nelson. 16 апреля, по проходе Кейптауна, крейсер продолжал сопровождать конвой, который направился дальше, в Дурбан, куда и прибыл 19 апреля. По приходе в Дурбан, крейсер направился в Симонстад для прохождения ремонта и докования, по окончании которых, 16 мая, вернулся к повседневной службе.
25 июля, к юго востоку от эстуария Ла-Платы, «Ньюкасл» перехватил немецкое торговое судно Erlangen (6101 брт.) Однако последнее было подожжено своей командой прежде, чем «Ньюкасл» смог захватить его.

### Ремонт в США
7 августа крейсер из Рио-де-Жанейро, через Фритаун отправился в США на капитальный ремонт на Бостонскую верфь, куда и прибыл 20 сентября. В ходе ремонта на крейсере были заменены зенитные пулемёты 9-ю одиночными 20-мм пушками «Эрликонами». Также на крейсере была проведена подготовка под установку британского радиолокационного оборудования. Радар Type 286M предполагалось заменить на радар Type 290. После окончания ремонта в декабре, крейсер направился в Плимут, куда и прибыл 29 декабря.
По прибытии крейсер встал в док и на нём были проведены работы, которые невозможно было завершить в США. Были установлены новые радары надводного и воздушного обнаружения Type 273, Type 291, а также радар управления артиллерийским огнём Type 285.

## Перевод в Индийский океан
25 января 1942 года крейсер был переведён в состав 4-й крейсерской эскадры Восточного флота Великобритании для защиты конвоев и перехвата вражеских судов.
Только 21 февраля крейсер вышел в Атлантику из Клайда сопровождая войсковой конвой WS16. Вместе с ним вышли линкор Malaya, авианосец Eagle и 8 эсминцев из состава Флота метрополии, которые выполняли роль океанского эскорта при переходе во Фритаун. Все эти боевые корабли позже ушли в Гибралтар. Конвой пришёл во Фритаун 1 марта, отправившись 6 марта дальше, в Кейптаун, и прибыв туда 17 марта. 22 марта WS16 направился дальше, в Дурбан, и «Ньюкасл» сопровождал его до 25 марта, когда был сменён однотипным крейсером Glasgow и вспомогательным крейсером Worcestershire и вошёл наконец в состав 4-й крейсерской эскадры. В течение апреля крейсер выполнял функции по охране судоходства в Индийском океане, но так и не соединился с восточным флотом, который в этот момент уничтожался японскими рейдерскими силами.
10 мая крейсер пришёл в Килиндини, его передавали в состав Средиземноморского флота в качестве возмещения огромных потерь последнего. 27 мая он направился в Александрию вместе с однотипным крейсером Birmingham, и эсминцами Fortune и Griffin.

## Снова на Средиземном море

### Повреждение торпедой
13 июня 1942 года крейсер принял участие в операции «Вигорес» — проводка конвоя ME-11 из Александрии на Мальту, войдя в состав крейсерских сил прикрытия. Из-за понесённых Средиземноморским флотом потерь в составе сил прикрытия полностью отсутствовали линкоры. В течение 14 июня корабли сопровождения подвергались воздушным атакам, а с наступлением ночи 15 июня командующий соединением контр-адмирал Виан принял решение о развороте конвоя в Александрию. Во время разворота корабли были атакованы немецкими торпедными катерами. В ходе атаки эсминец Hasty был потоплен торпедой немецкого быстроходного торпедного катера S-55, а «Ньюкасл» был повреждён торпедой немецкого быстроходного торпедного катера S-56. Это произошло в 90 милях северо-западнее Дерны. Торпеда попала в носовую часть правого борта, образовав пробоину диаметром 30 футов и вызвав серьёзные повреждения корпуса. Обе носовые башни были выведены из строя, при этом потерь среди экипажа не было. Крейсер самостоятельно вернулся на малой скорости в базу и 20 июня встал на предварительный ремонт. Окончательный ремонт предполагалось проводить в Саймонстауне, и крейсер ушёл в Аден.
25 июня он вышел из Адена в сопровождении эсминцев Fortune и Griffin. 27 июня крейсер в тяжёлых погодных условиях получил повреждения, потеряв временную заглушку пробоины. Попытка идти кормой вперёд не привела к успеху и поход к южной оконечности Африки был отменён — крейсер вернулся в Аден 1 июля. После повторной установки заглушки крейсер отправился на ремонт уже в Бомбей, куда и прибыл 30 июля. В течение всего августа заглушку укрепляли, чтобы крейсер мог совершить безопасный переход в США, где предполагалось провести окончательный ремонт.
7 сентября крейсер вышел в море, направляясь в США через Маврикий, Кейптаун, Пернамбуко и Бермуды.

### Второй ремонт в США
11 октября крейсер встал на ремонт на Бруклинской военно-морской верфи в Нью-Йорке.
В ходе этого ремонта, на корабле, помимо устранения полученных повреждений, были проведены очередные подготовительные работы для установки радиолокационного оборудования. Это были радар дальнего воздушного обнаружения Type 281, радар управления огнём главного калибра Type 284 и радар управления огнём вспомогательного калибра Type 285. 21 ноября, по окончании работ, были проведены испытания и подготовка к переходу крейсера через Атлантику.
В начале декабря крейсер вышел в Плимут, куда прибыл 18 декабря. 21 декабря он встал в док на военной верфи в Девонпорте для установки радарного оборудования. Так же на крейсере были дополнительно установлены 20-мм «Эрликоны» для усиления его лёгкой зенитной артиллерии. В ходе ремонта, крейсер было решено перевести в состав сил Восточного флота.

## И снова в Индийском океане
30 марта 1943 года, по окончании ремонта, крейсер присоединился к кораблям Флота метрополии в Скапа-Флоу. Крейсер намечалось использовать в составе океанского эскорта очередного войскового конвоя на Дальний Восток. 6 апреля он вместе с эсминцем Rapid, присоединился в Клайде к объединённому конвою WS29 / KMF 15. 20 апреля он остался вместе с WS29, когда KMF 15 отделился и направился в Гибралтар. WS29 с эскортом прибыли 28 апреля во Фритаун. 6 мая они продолжили путь в Кейптаун, где по прибытии, 18 мая, «Ньюкасл» был отделён для прохождения службы в качестве флагмана 4-й крейсерской эскадры Восточного флота.
В июне крейсер выделялся для поисков немецкого судна снабжения Charlotte Schleemann, которое, по данным разведки, снабжала из Сурабайи в Индийском океане немецкие подводные лодки. 24 июня «Ньюкасл» вместе с крейсером Suffolk и эсминцами Nizam, Racehorse и Relentless совместно с авиацией направился на его поиски южнее Мадагаскара в рамках операции «Игрок» (Operation Player). Разведданные были получены в ходе перехвата и расшифровки немецких переговоров, переданных при помощи Энигмы. 30 июня операция была отменена и крейсер вернулся к рутинной службе. 26 августа он встал на непродолжительный ремонт на верфи Саймонстауна, после которого, в сентябре, вернулся к службе.
В январе 1944 года крейсер был привлечён к повторной операции по поиску немецкого судна снабжения Charlotte Schleemann. Для этого на острове Маврикий было образовано 3 соединения. Одно из них, TF62, состояло из: «Ньюкасла», крейсера Suffolk и фрегата Bann, а также самолётов, переброшенных из Восточной Африки (Operation Thwart). 19 января крейсер совместно с авианосцем Battler вышел для поисков в 900-мильной зоне юго-восточнее острова, вернувшись 21 января. 24 января к Соединению TF62 присоединились Suffolk и Bann. 30 января от поисков отказались после отсутствия каких-либо результатов и неблагоприятной погоды. К этому моменту Charlotte Schleemann также искали Соединение TF63 (вспомогательный крейсер Canton) и Соединение TF64 (крейсер Kenya и австралийский эсминец Nepal). Британские корабли нашли Charlotte Schleemann в ночь с 11 на 12 февраля, а когда эсминец Relentless открыл огонь, команда корабля снабжения затопила его.
В марте «Ньюкасл» снова базировался на острове Маврикий. 5 марта он вышел в составе Соединения TF67 (эскортный авианосец Battler и эсминец Quadrant) на поиски очередного танкера снабжения Brake к юго-западу от Кокосовых островов. 6 марта к Соединению 67 присоединился эсминец Roebuck из состава Соединения 58. 12 марта танкер был обнаружен самолётами с авианосца Battler и затоплен экипажем после подхода к нему эсминца Roebuck.

## Действия против Японии
16 апреля 1944 года «Ньюкасл» участвовал в операции «Кокпит» (Operation Cockpit) — атаке Сабанга Соединением 70 в составе британского авианосца Illustrious и временно приданного Восточному флоту американского авианосца Saratoga. Крейсер находился в Соединении TF69, прикрывающем авианосцы. Помимо «Ньюкасла» оно состояло из линкоров Queen Elizabeth и Valiant, французского линкора Richelieu, крейсеров Nigeria, Ceylon, Gambia и голландского крейсера Tromp. 21 апреля корабли вернулись в Тринкомали.
6 мая крейсер участвует в прикрытии очередного налёта. На этот раз Сурабайи (Operation Transom). Крейсер вошёл в состав Соединения TF65: линкоры Queen Elizabeth и Valiant, французский линкор Richelieu, крейсер Nigeria и голландский крейсер Tromp. 15 мая корабли заправились в заливе Эксмут в Западной Австралии. 17 мая авианосцы нанесли удар по Сурабайе, а 27 мая корабли вернулись в Тринкомали.
В июне крейсер направился на очередной ремонт в Саймонстаун, который продлился до сентября. 7 сентября он начал ходовые испытания и по их завершении направился на Цейлон. 10 октября он присоединился к Восточному флоту.
17 ноября крейсер участвовал в очередной операции (Operation Outflank). Авианосцы Indomitable и Illustrious в сопровождении «Ньюкасла» и крейсеров Argonaut и Black Prince, должны были совершить воздушную атаку на цели в Pangkalan Brandan. Однако из-за погоды они нанесли удар по запасным целям в Belawan Deli и аэродромам около Сабанга.
17 декабря Соединение TF67 в том же составе нанесло повторный удар по целям в Belawan Deli (Operation Robson).
2 января 1945 года крейсер был в составе Соединения TF61 (помимо «Ньюкасла» в него входили крейсеры Nigeria и Phoebe), прикрывающего Восточный флот в высадке на полуостров Akyab (Operation Lightning).
24 января крейсер приступил к посадке на борт морских пехотинцев, которых предполагалось десантировать на остров Cheduba в Бирме. 26 января он вышел вместе с крейсерами Nigeria и Kenya и эсминцами Paladin и Rapid в составе Соединения TF65, высадив морских пехотинцев на острове Cheduba, южнее острова Ramree (Operation Sankey). 31 января он снова погрузил на борт морских пехотинцев, обстреляв западное побережье острова Ramree.
С февраля по апрель 1945 года крейсер выполнял охрану конвоев в Индийском океане, после чего отправился из Фримантла в Великобританию. 23 мая он прибыл туда, встав на ремонт на верфь реки Тайн. Ремонт продлился и после окончания Второй мировой войны. 5 сентября 1945 года крейсер был переведён из верфи реки Тайн на верфь Росайта.